# Tötet Smoochy
Tötet Smoochy (Death to Smoochy) ist eine Filmkomödie von Danny DeVito aus dem Jahr 2002.

## Handlung
Randolph Smiley alias Rainbow Randolph moderiert eine Fernsehsendung für Kinder, ist allerdings in Korruptionsgeschäfte verwickelt. So wird ihm von einem verdeckten Ermittler des FBI ein nicht unerheblicher Geldbetrag angeboten, damit Randolph seinen Sohn auf die Bühne holt. Als Randolph auf diesen Deal eingeht, wird er verhaftet. Sein Ruf ist dahin und seine Sendung wird vom Fernsehsender „kids network“ abgesetzt. An seine Stelle tritt Sheldon Mopes alias Smoochy the Rhino, ein erfolgloser Entertainer mit Heile-Welt-Allüren und einer blütenreinen Weste, der in einem lilafarbenen Nashornkostüm auftritt.
Während Mopes immer erfolgreicher wird, wird Smiley obdachlos. Er entwickelt Pläne, wie er die Sendung von Mopes stören könnte, scheitert allerdings vorerst. Mopes interessiert sich für seine Kollegin Nora Wells, mit der Smiley früher eine Affäre hatte, die sich jedoch von Smiley trennte. Smiley sorgt dafür, dass die frühere Affäre bekannt wird, was Wells verletzt.
Nachdem Smiley Mopes jedoch mit dem Vorwand, es sei eine Wohltätigkeitsveranstaltung, auf einer Veranstaltung faschistischer Hitler-Verehrer auftreten lässt, ist Mopes guter Ruf beinahe zerstört, aufgrund seiner Kontakte zur irischen Mafia wird der Skandal jedoch aufgeklärt.
Mopes wird in Geschäfte mit der irischen Mafia verwickelt. Die Mafiosi fordern, dass in seiner Show für den Boxer Spinner geworben wird. Spinner hat nach zahlreichen Kopfverletzungen in den Kämpfen das geistige Niveau eines Kleinkindes und ist teilweise verwirrt.
Der Manager der Fernsehsendung, Burke Bennett, beauftragt zudem einen Scharfschützen mit der Tötung von Mopes während seiner Show, da dieser die Einnahmen der Show für wohltätige Zwecke stiftet. Der Anschlag wird aber verhindert. Smiley übergießt sich an seinem Tiefpunkt mit Benzin, wird aber von einem kleinen Mädchen daran gehindert, sich anzuzünden.
Am Ende beschließen Smiley und Mopes, die Show gemeinsam zu führen.

## Kritiken
James Berardinelli verglich den Film auf ReelViews mit einer Cola, die sich bereits seit zwei Tagen in einem offenen Behälter befinde. Man könne sie trinken, aber sie schmecke nicht. Berardinelli lobte die „manische“ Darstellung von Robin Williams, die für die meisten Lacher sorge. Die Talente von Edward Norton und Catherine Keener seien „größtenteils verschwendet“.
Roger Ebert schrieb in der Chicago Sun-Times vom 29. März 2002, man brauche einen „gewaltigen Ehrgeiz“, um einen derart „schlechten“ Film zu machen.

„Die interessant besetzte Komödie gestaltet sich lediglich als Abfolge überdrehter Zwischenfälle. Das Potenzial der Grundidee wird zugunsten einer grellen Satire vergeudet, die keinen Sinn für Zwischentöne und ihre Charaktere hat.“

„Danny DeVito nimmt die Gaga-Welt der Teletubbies aufs Korn und endet selbst im schrillen Klamauk. Denn Smoochy ist so nervtötend nett, dass man selbst ihm den schnellen Abgang wünscht. Fazit: Schrilles Duell zweier Gute-Laune-Terroristen.“

## Auszeichnungen
Robin Williams wurde im Jahr 2003 für die Goldene Himbeere als Schlechtester Nebendarsteller nominiert. Der Film selbst wurde im selben Jahr für den Golden Schmoes Award in der Kategorie Most Underrated Movie of the Year nominiert.

## Hintergrund
Die Dreharbeiten fanden in New York City, in Toronto und in Hamilton (Ontario) statt. Die Produktionskosten betrugen schätzungsweise 55 Millionen US-Dollar. Der Film spielte in den Kinos der USA ca. 8,36 Millionen US-Dollar ein.